# Abseits ist, wenn keiner pfeift
 Abseits ist, wenn keiner pfeift ist das 5. Livealbum des Musikkabarett-Duos Queen Bee aus dem Jahre 2005.

## Inhalt
Das fünfte Album Abseits ist, wenn keiner pfeift von Queen Bee ist gleichzeitig ihr letztes. Anschließend gingen Ina Müller und Edda Schnittgard ihren Solokarrieren nach. Zu den zwölf Titeln kommen fünf teils längere, als „Moderation“ betitelte Kabarettnummern. Unter den Liedern finden sich viele Coverversionen, zum Beispiel „Illusionen“, das Udo Jürgens für Alexandra schrieb, oder Cello von Udo Lindenberg und Alles für dich von Farin Urlaub.
In einer der Moderationen geht es um die Frage, welche Gäste sich die beiden wünschen würden: Während Schnittgard sich Bette Midler und Barbra Streisand vorstellen könnte, sind es bei Müller Xavier Naidoo und Mehmet Scholl (Mein lieber Scholli!).

## Titelliste
1. Wenn du mich persönlich fragst – 3:52
2. Und ... Action! – 5:06
3. Anti-Typ (Du lässt dich gehn) – 3:37
4. Hafencafé – 4:14
5. Der platte Witz – 1:19
6. Moondance – 2:53
7. Illusionen – 3:33
8. Mein lieber Scholli! – 1:21
9. Der Seifenspender-Song – 2:58
10. Streisand und Scholl – 3:56
11. Cello – 2:33
12. Alle 20 Sekunden Sex – 4:57
13. Alles für dich – 3:55
14. Kiss From A Rose – 4:32
15. Bitte Bitte – 5:01
16. Ohne dich – 4:06
17. (Bonustrack) Fallin` – 2:57

## Produktion
Aufgenommen wurde das Album im St. Pauli Theater in Hamburg von Rainer Scharfe. Zusammen mit Gregor Ruhl übernahm er auch das Mixen und Mastering. Für die Playbacks waren Ulf Henrich und Jens Fischer Rodrian verantwortlich. 
Das Coverdesign stammt von Michael Potrafke. Die Fotos zum Album stammen von Sebastian Damberger, Martin Pölcher, Roland Wehking, Queen Bee und Brigitte Böhnke.

## Quelle
Booklet „Abseits ist, wenn keiner pfeift“